# Сенат Берлина
Сенат Берлина носилац је извршне власти у Берлину. Чине га градоначелник (њем. Regierender Bürgermeister) и највише осам сенатора, од којих су двојица замјеници градоначелника.
До 1945. највиши извршни орган Берлина се називао магистрат на чијем челу се налазио обер-градоначелник. Назив „Сенат Берлина“ појавио се након послијератних избора за градско представничко тијело (1946). Послије подјеле града на Западни Берлин и Источни Берлин, назив се задржао само у Западном Берлину. У Источном Берлину, до 1977, постојао је „Магистрат Великог Берлина“ и на његовом челу је стајао „обер-градоначелник Великог Берлина“. Након што је Берлин постао престоница Источне Њемачке магистрат је преименован у „Магистрат Берлина“. Послије уједињења Њемачке 3. октобра 1990. и до избора 2. децембра 1990, у Берлину је функционисала „двојна влада“ — Сенат Западног Берлина и Магистрат Источног Берлина — која је прозвана „Маги-Сенат“.